# Dólar del Caribe Oriental
El dólar del Caribe Oriental (en inglés, East Caribbean Dollar) es la moneda de curso legal en 6 países independientes (Antigua y Barbuda, Dominica, Granada, San Cristóbal y Nieves, Santa Lucía y San Vicente y las Granadinas) y dos territorios del Reino Unido (Anguila y Montserrat) que se encuentran localizados en el mar Caribe. La moneda sustituyó al dólar de las Indias Occidentales en 1965 y es emitida por el Banco Central del Caribe Oriental (en inglés, Eastern Caribbean Central Bank, ECCB) con sede en San Cristóbal y Nieves. En junio de 2003 el Banco Central mantenía en circulación 483.3 millones de EC$, de los cuales 432.8 millones circulaban en papel moneda y 50.5 millones en moneda metálica. El papel moneda es impreso por la compañía De la Rue Currency y las monedas son fabricadas por la Royal Mint británica.
El código ISO 4217 para el dólar del Caribe Oriental es XCD y comúnmente es representado como EC$. Está vinculado al dólar de los Estados Unidos desde el 7 de julio de 1976, al tipo de cambio de 1 dólar. = 2,70 dólares EC.

## Monedas
En 2002 entraron a la circulación una nueva serie de monedas de 1, 2, 5, 10, 25 centavos y 1 dólar. 
El Banco Central del Caribe Oriental (ECCB) emitió una moneda de 2 XCD de curso legal el 14 de octubre de 2011.
Las monedas de 1 y 2 centavos fueron retiradas de la circulación en julio del 2015, pero siguieron siendo de curso legal hasta el 30 de junio de 2020.
| Valor    | Datos técnicos | Datos técnicos | Datos técnicos                         | Descripción             | Descripción     | Descripción                                          | Fecha de acuñación |
| Valor    | Diámetro       | Peso           | Composición                            | Borde                   | Anverso         | Reverso                                              | Fecha de acuñación |
| -------- | -------------- | -------------- | -------------------------------------- | ----------------------- | --------------- | ---------------------------------------------------- | ------------------ |
| 1 cent   | 18.42 mm       | 1.03 g         | Aluminio                               | Plano                   | Reina Isabel II | Valor, año acuñación, "East Caribbean States",rama   | 2002               |
| 2 cents  | 21.46 mm       | 1.42 g         | Aluminio                               | Plano                   | Reina Isabel II | Valor, año acuñación, "East Caribbean States",rama   | 2002               |
| 5 cents  | 23.11 mm       | 1.74 g         | Aluminio                               | Plano                   | Reina Isabel II | Valor, año acuñación, "East Caribbean States",rama   | 2002               |
| 10 cents | 18.06 mm       | 2.59 g         | Cuproníquel Níquel depositado en Acero | Estriado                | Reina Isabel II | Valor, año acuñación, "East Caribbean States",velero | 2002               |
| 25 cents | 23.98 mm       | 6.48 g         | Cuproníquel Níquel depositado en Acero | Estriado                | Reina Isabel II | Valor, año acuñación, "East Caribbean States",velero | 2002               |
| 1 dollar | 26.5 mm        | 7.98 g         | Cuproníquel Níquel depositado en Acero | Alterna liso y estriado | Reina Isabel II | Valor, año acuñación, "East Caribbean States",velero | 2002               |

## Billetes
- $5 dólares
- $2 dólares
- $10 dólares
- $20 dólares
- $50 dólares
- $100 dólares